# Lijst van Miss Universe-winnaressen

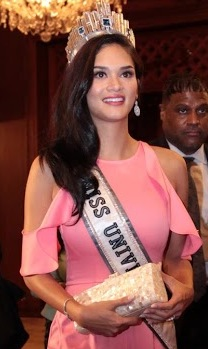
Pia Wurtzbach, Miss Universe 2015

Hieronder een overzicht van de winnaressen van de Miss Universe-missverkiezing:
Winnaressen van de International Pageant of Pulchritude of International Beauty Contest or Miss Universe.
| Jaar | Naam              | Land             |
| ---- | ----------------- | ---------------- |
| 1926 | Catherine Moylan  | Verenigde Staten |
| 1927 | Dororthy Britton  | Verenigde Staten |
| 1928 | Ella Van Hueson   | Verenigde Staten |
| 1929 | Lisl Goldarbeiter | Oostenrijk       |
| 1930 | Dorothy Dell Goff | Verenigde Staten |
| 1931 | Netta Duchâteau   | België           |
| 1932 | Keriman Halis Ece | Turkije          |
| 1935 | Charlotte Wassef  | Egypte           |

Winnaressen van de huidige Miss Universe verkiezingen.
| Jaar | Naam                   | Land                   |
| ---- | ---------------------- | ---------------------- |
| 1952 | Armi Kuusela           | Finland                |
| 1953 | Christiane Martel      | Frankrijk              |
| 1954 | Miriam Stevenson       | Verenigde Staten       |
| 1955 | Hillevi Rombin         | Zweden                 |
| 1956 | Carol Morris           | Verenigde Staten       |
| 1957 | Gladys Zender          | Peru                   |
| 1958 | Luz Marina Zuluaga     | Colombia               |
| 1959 | Akiko Kojima           | Japan                  |
| 1960 | Linda Bement           | Verenigde Staten       |
| 1961 | Marlene Schmidt        | Duitsland              |
| 1962 | Norma Nolan            | Argentinië             |
| 1963 | Ieda Maria Vargas      | Brazilië               |
| 1964 | Corinna Tsopei         | Griekenland            |
| 1965 | Apasra Hongsakula      | Thailand               |
| 1966 | Margareta Arvidsson    | Zweden                 |
| 1967 | Sylvia Hitchcock       | Verenigde Staten       |
| 1968 | Martha Vasconcellos    | Brazilië               |
| 1969 | Gloria Diaz            | Filipijnen             |
| 1970 | Marisol Malaret        | Puerto Rico            |
| 1971 | Georgia Risk           | Libanon                |
| 1972 | Kerry Anne Wells       | Australië              |
| 1973 | Margarita Moran        | Filipijnen             |
| 1974 | Amparo Muñoz           | Spanje                 |
| 1975 | Anne Marie Pohtamo     | Finland                |
| 1976 | Rina Messinger         | Israël                 |
| 1977 | Janelle Commissiong    | Trinidad en Tobago     |
| 1978 | Margaret Gardiner      | Zuid-Afrika            |
| 1979 | Maritza Sayalero       | Venezuela              |
| 1980 | Shawn Weatherly        | Verenigde Staten       |
| 1981 | Irene Sáez             | Venezuela              |
| 1982 | Karen Diane Baldwin    | Canada                 |
| 1983 | Lorraine Downes        | Nieuw-Zeeland          |
| 1984 | Yvonne Ryding          | Zweden                 |
| 1985 | Deborah Carthy-Deu     | Puerto Rico            |
| 1986 | Bárbara Palacios Teyde | Venezuela              |
| 1987 | Cecilia Bolocco        | Chili                  |
| 1988 | Porntip Nakhirunkanok  | Thailand               |
| 1989 | Angela Visser          | Nederland              |
| 1990 | Mona Grudt             | Noorwegen              |
| 1991 | Lupita Jones           | Mexico                 |
| 1992 | Michelle McLean        | Namibië                |
| 1993 | Dayanara Torres        | Puerto Rico            |
| 1994 | Sushmita Sen           | India                  |
| 1995 | Chelsi Smith           | Verenigde Staten       |
| 1996 | Alicia Machado         | Venezuela              |
| 1997 | Brook Lee              | Verenigde Staten       |
| 1998 | Wendy Fitzwilliam      | Trinidad en Tobago     |
| 1999 | Mpule Kwelagobe        | Botswana               |
| 2000 | Lara Dutta             | India                  |
| 2001 | Denise Quiñones        | Puerto Rico            |
| 2002 | Justine Pasek          | Panama                 |
| 2003 | Amelia Vega            | Dominicaanse Republiek |
| 2004 | Jennifer Hawkins       | Australië              |
| 2005 | Natalie Glebova        | Canada                 |
| 2006 | Zuleyka Rivera         | Puerto Rico            |
| 2007 | Riyo Mori              | Japan                  |
| 2008 | Dayana Mendoza         | Venezuela              |
| 2009 | Stefanía Fernández     | Venezuela              |
| 2010 | Ximena Navarrete       | Mexico                 |
| 2011 | Leila Lopes            | Angola                 |
| 2012 | Olivia Culpo           | Verenigde Staten       |
| 2013 | Gabriela Isler         | Venezuela              |
| 2014 | Paulina Vega           | Colombia               |
| 2015 | Pia Wurtzbach          | Filipijnen             |
| 2016 | Iris Mittenaere        | Frankrijk              |
| 2017 | Demi-Leigh Nel-Peters  | Zuid-Afrika            |
| 2018 | Catriona Gray          | Filipijnen             |
| 2019 | Zozibinzi Tunzi        | Zuid-Afrika            |
| 2020 | Andrea Meza            | Mexico                 |
| 2021 | Harnaaz Sandhu         | India                  |
| 2022 | R'Bonney Gabriel       | Verenigde Staten       |
| 2023 | Sheyniss Palacios      | Nicaragua              |
| 2024 | Victoria Kjær Theilvig | Denemarken             |